# Bozambo, il gigante nero
Bozambo, il gigante nero (Sanders of the River) è un film del 1935 diretto da Zoltán Korda.

## Trama
In Nigeria un capo chiamato Bozambo si mostra fedelissimo agli inglesi. Quando il Governatore si allontana per una licenza di un anno, alcuni avventurieri spargono la notizia della sua morte e della fine della dominazione inglese, per poter facilmente contrabbandare l'alcool e le armi. Tutto il paese si accende di stragi e di guerre per opera soprattutto del re Mofolaba, nemico degli inglesi, che compie così le sue vendette. Bozambo è il solo a resistergli e riesce a impedirgli di entrare nel suo territorio fino al ritorno improvviso del Governatore. Ma Re Mofolaba rapisce la moglie di Bozambo e questi, pur di non perderla, si presenta solo al campo nemico. Catturato, viene legato con la sposa a un palo per essere torturato. Giunge però in tempo l'imbarcazione del Governatore, che impedisce l'esecuzione. Re Mofolaba è ucciso e Bozambo prende il suo posto.

## Produzione
Il film fu prodotto dalla London Film Productions.
Venne girato in Inghilterra,  nei Denham Studios, a Denham, nel Buckinghamshire e negli studio di Sound City, a Shepperton, nel Surrey.

## Distribuzione
Distribuito dalla United Artists Corporation, uscì nelle sale cinematografiche britanniche l'8 aprile 1935. Nello stesso anno, la Dr. Hauser & Company lo distribuì in Austria. Uscì, sempre nel 1935, anche in Germania, negli Stati Uniti (United Artists, 26 giugno) e in Danimarca (9 ottobre). Nel 1936, fu presentato in Finlandia (26 gennaio) e in Portogallo (16 marzo) e in Francia, distribuito dalla Les Artistes Associés. In seguito, ne venne fatta una riedizione che uscì sul mercato internazionale in Svezia (5 luglio 1943), Austria (dicembre 1945), Germania Ovest (Athena, 14 febbraio 1950), Finlandia (Suomi-Filmi, 14 settembre 1951).
Il film è uscito anche sul mercato dell'home video: nel 1987 in versione VHS distribuita dalla Embassy Home Entertainment; nel 1991 (VHS, Carlton International); 1994 (VHS, Timeless Multimedia e Timeless Video); nel 1995 (VHS, Home Box Office Home Video (HBO). In DVD, nel 2004 distribuito dalla Urban (insieme a The Jackie Robinson Story; nel 2010, in un DVD della F.C.E., insieme a King Solomon's Mines per la The Paul Robeson Collection.

### Parodia
Nel 1938, ne venne fatta una parodia, Old Bones of the River. Il film, diretto da Marcel Varnel aveva nel ruolo di Bosambo l'attore Robert Adams, che qui appare in una parte secondaria.